# 节气
節氣指十二个节令和十二个中气，是中国古代用来指导农业之历法曆注。
中国傳統夏曆（農曆）是一种陰陽合曆，同時根据日、月运行制定，「陰」是以朔望月为基准确定，「陽」是以地球自冬至繞太陽公轉一圈为基准确定歲實，每回歸年約365.2422日，二十四節氣據此而劃分，其中：
- 春分是於黃經（太陽經度或天球經度）0°（春分点）。
- 夏至是於在太陽到達黃經90°時（太陽幾乎直射北回歸線，北回歸線以北白晝最長）。
- 秋分是於黃經180°（秋分點）。
- 冬至是於在太陽到達黃經270°時（太陽幾乎直射南回歸線，北半球白晝最短）。

一年劃分了二十四節氣，與現代曆法將一日劃分為二十四小時，兩者數字同為24。
2016年，联合国教科文组织将“二十四节气——中国人藉由观察太阳周年运动而形成的时间知识体系及其实践”列入人类非物质文化遗产代表作名录。该非遗項目的扩展名录包括：九华立春祭、班春劝农、石阡说春、三门祭冬、壮族霜降节、苗族赶秋、安仁赶分社。 2022年8月7日发行二十四节气（光阴的故事）金银纪念币一套，共28枚。其中包括金质纪念币4枚，银质纪念币24枚。

## 起源
中國古代利用土圭實測日晷，將每年日影最長定為“日至”（又稱日長至，即太極圖中四象的太陰、長至、冬至），日影最短為“日短至”（又稱短至、夏至）。在春秋兩季各有一日的晝夜時間長短相等，便定為“春分”和“秋分”，人類各民族多有此四。在商朝时只有四个节气（四象，即四季），到了周朝时发展到了八个（八卦）。
到秦汉年间，二十四节气已完全确立。完整的二十四節氣名稱首見於《淮南子·天文训》，《史記·太史公自序》的“論六家要旨”中也曾提到陰陽（日月運行）、四時（四季）、八位（八卦）、十二度（時辰）、二十四節气等概念。汉武帝太初元年（公元前104年），邓平、落下闳等将二十四节气编入《太初曆》之中，并规定无中氣之月，定为上月的闰月。
二十四節氣每一個分別相應於太阳在黄道上每運動15°所到達之位置。二十四節氣又分為12個節令和12個中氣，一一相間。二十四節氣反映了太阳周年视运动，所以其西曆日期近乎固定，上半年的節令在6日，中氣在21日，下半年的節令在8日，中氣在23日，前後不差1～2日。在沈括十二氣曆中，12個節令也是干支纪月中的每个月支的起始之日，例如，立春为寅月之始，惊蜇为卯月之始。
二十四節氣的命名反映了季節和气候的變化。立春、春分、立夏、夏至、立秋、秋分、立冬、冬至，又稱八位，是區分公轉運動對於地球影響的八個關鍵節點；雨水、驚蟄、清明、穀雨、小滿、芒種、小暑、大暑、處暑、白露、寒露、霜降、小雪、大雪、小寒、大寒等十六個則反映了四季中更細微的氣候變化。

## 平氣法和定氣法
中國古代曆法最初採用「平氣法」：將每年冬至到次年冬至的一回歸年時間平分為十二等分，稱為中氣；再將二個中氣等分稱為節令。後來的人發現平氣法，無法反映出真實的氣候狀況（因為地球繞太陽運行的軌道為橢圓形。離太陽較近時，地球公轉速度較快，較遠時則較慢）。
隋朝劉焯受到張子信及其弟子劉孝孫學說影響，在太陽運動不勻速的基礎上，提出「定氣法」，但沒能正確認識太陽運動速度的變化規律，因此其《皇極曆》對定氣的推算有較大偏差。 唐朝一行對日行盈縮規律的認識較為準確，指出日行速度連續變化，在冬至時運行最快，夏至時運行最慢。其《大衍曆》已具備較為準確計算日行軌跡的方法，因此已經能用定氣法注曆，不過曆書中的二十四節氣仍是採用平氣，只在計算日月行度和朔望、日、月蝕時刻才用定氣，如《舊唐書》小注說「凡推日月行度及軌漏交蝕，竝依定氣。若注曆即依恆氣也」。此後曆學家都明瞭定氣法，但注曆仍用平氣。
明末清初，西學東漸，使用平氣還是定氣注曆成為中西曆爭中的焦點。 清順治二年（1645）《時憲曆》正式改用定氣，是為中國曆法史上的重大改革之一。現行農曆使用定氣，嚴格按照太陽黃經確定。以春分點為0度，太陽在黃道上每運行15度訂為一個節令或中氣，現在的節令和中氣統稱為“節氣”。

## 二十四節氣时刻
- 立春
- 雨水
- 惊蛰
- 春分
- 清明
- 谷雨
- 立夏
- 小满
- 芒种
- 夏至
- 小暑
- 大暑
- 立秋
- 处暑
- 白露
- 秋分
- 寒露
- 霜降
- 立冬
- 小雪
- 大雪
- 冬至
- 小寒
- 大寒

中国科学院紫金山天文台是中华人民共和国唯一的专门研究历书天文和编算年历的机构，提供分钟级别精确度的节气时刻。
太陽在黃道上的位置可以用来确定二十四節氣的交接时刻：
| 季節 （北溫帶 為準） | 公曆 月份 | 太陽位於 黃經角度 | 廿四節氣 | 格里曆日期 交節（±1日） | 月支 | 黄道十二宫 |
| -------------------- | --------- | ----------------- | -------- | ----------------------- | ---- | ---------- |
| 春季                 | 2月       | 315°              | 立春     | 2月4日                  | 寅   | 水瓶宮     |
| 春季                 | 2月       | 330°              | 雨水     | 2月19日                 | 寅   | 雙魚宮     |
| 春季                 | 3月       | 345°              | 驚蟄     | 3月6日                  | 卯   | 雙魚宮     |
| 春季                 | 3月       | 0°                | 春分     | 3月21日                 | 卯   | 牡羊宮     |
| 春季                 | 4月       | 15°               | 清明     | 4月5日                  | 辰   | 牡羊宮     |
| 春季                 | 4月       | 30°               | 穀雨     | 4月20日                 | 辰   | 金牛宮     |
| 夏季                 | 5月       | 45°               | 立夏     | 5月6日                  | 巳   | 金牛宮     |
| 夏季                 | 5月       | 60°               | 小滿     | 5月21日                 | 巳   | 雙子宮     |
| 夏季                 | 6月       | 75°               | 芒種     | 6月6日                  | 午   | 雙子宮     |
| 夏季                 | 6月       | 90°               | 夏至     | 6月21日                 | 午   | 巨蟹宮     |
| 夏季                 | 7月       | 105°              | 小暑     | 7月7日                  | 未   | 巨蟹宮     |
| 夏季                 | 7月       | 120°              | 大暑     | 7月23日                 | 未   | 獅子宮     |
| 秋季                 | 8月       | 135°              | 立秋     | 8月8日                  | 申   | 獅子宮     |
| 秋季                 | 8月       | 150°              | 處暑     | 8月23日                 | 申   | 處女宮     |
| 秋季                 | 9月       | 165°              | 白露     | 9月8日                  | 酉   | 處女宮     |
| 秋季                 | 9月       | 180°              | 秋分     | 9月23日                 | 酉   | 天秤宮     |
| 秋季                 | 10月      | 195°              | 寒露     | 10月8日                 | 戌   | 天秤宮     |
| 秋季                 | 10月      | 210°              | 霜降     | 10月23日                | 戌   | 天蝎宮     |
| 冬季                 | 11月      | 225°              | 立冬     | 11月7日                 | 亥   | 天蝎宮     |
| 冬季                 | 11月      | 240°              | 小雪     | 11月22日                | 亥   | 射手宮     |
| 冬季                 | 12月      | 255°              | 大雪     | 12月7日                 | 子   | 射手宮     |
| 冬季                 | 12月      | 270°              | 冬至     | 12月22日                | 子   | 摩羯宮     |
| 冬季                 | 1月       | 285°              | 小寒     | 1月6日                  | 丑   | 摩羯宮     |
| 冬季                 | 1月       | 300°              | 大寒     | 1月20日                 | 丑   | 水瓶宮     |

## 節氣歌和民諺

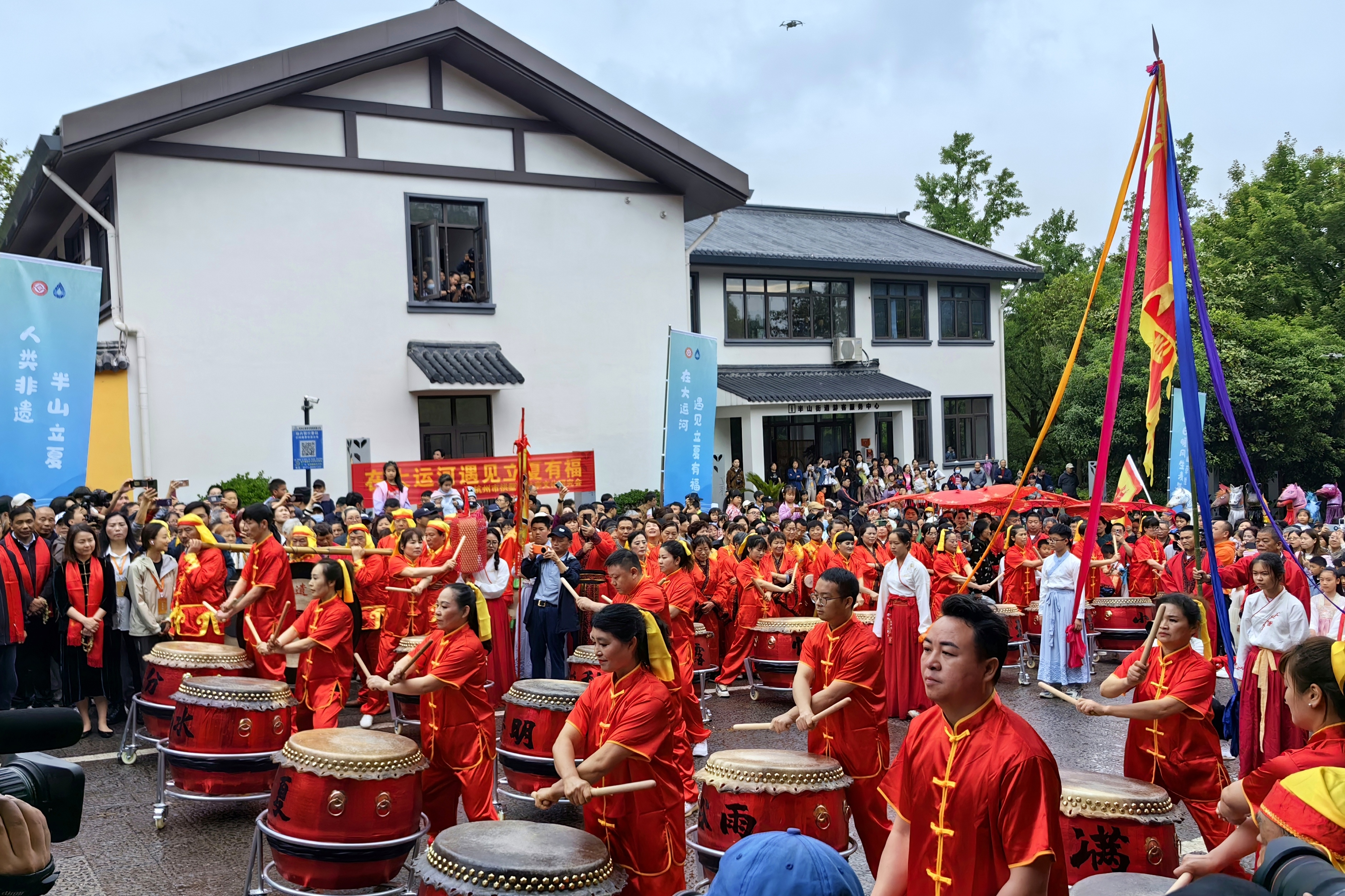
杭州半山的二十四节令鼓表演

由于节气反映了地球围绕太阳运动的过程，是每年季节变更的重要标志，因此对农业生产非常重要。中国农民为了更方便地根据节气来安排农事，长期以来形成了一些相關的民谚。
二十四节气歌
春雨驚春清穀天，夏滿芒夏暑相連，

秋處露秋寒霜降，冬雪雪冬小大寒。

每月两节不变更，最多相差一两天，

上半年来六、廿一，下半年是八、廿三。
注意：每个月有两个节气，上半年分布在每个月的6号跟21号，下半年分布在每个月的 8号跟21号。最多相差一两天。日期是西历日期。
二十四節令歌
立春陽氣轉，雨水沿河邊；

驚蟄烏鴉叫，春分瀝皮乾；

清明忙種麥，穀雨種大田。
立夏鵝毛住，小滿雀來全；

芒種开了铲，夏至不拿棉；

小暑不算熱，大暑三伏天。
立秋忙打甸，處暑动刀镰；

白露煙上架，秋分無生田；

寒露不算冷，霜降變了天。
立冬交十月，小雪地封嚴；

大雪河叉上，冬至不行船；

小寒進臘月，大寒又一年。
西历十二月節氣歌
二月 立春雨水節；

三月 驚蟄及春分；

四月 清明並穀雨；

五月 立夏小滿方；

六月 芒種及夏至；

七月 小暑大暑當；

八月 立秋還處暑；

九月 白露秋分忙；

十月 寒露又霜降；

十一月 立冬小雪張；

十二月 大雪冬至節；

一月 小寒大寒昌。
各地其它諺語
- 中國：
  - 华北地区：
    - 早立秋，冷飕飕；晚立秋，热死牛。（如果立秋时间在日出之前，之后的天气就会比较冷；如果出现在日出之后，接下来的天气就会比较闷热。）
    - 秋分早，霜降遲，寒露種麥正當時。
    - 清明前后，种瓜种豆。
    - 植树造林，莫过清明。

  - 江浙地区：
    - 白露身勿露，赤膊变猪猡。
    - 寒露脚勿露。
    - 冬练三九，夏练三伏。
    - 黄河中下游《九九歌》：一九二九不出手；三九四九冰上走；五九六九抬头望柳；七九河开，八九雁来；九九加一九，耕牛遍地走。

  - 岭南地区：
    - 清明谷雨，冻死老鼠。

## 國際影響
节气名稱是根据中国的气候命名的，當緯度不同可能造成名稱與氣候不一致。但節氣時間的定義是根據黃道（參見黃道帶#黃道星座），故北半球統一冬至日短、夏至日長；南半球則剛好相反。

## 農耕八節
立春、春分、立夏、夏至、立秋、秋分、立冬、冬至
- 古人将黄道划分4季，12节，24气，72候。定义3节为一季，约30日为一节，15日为一气，5日为一候。年、季、节、气、候。
- 四季（春、夏、秋、冬）
- 十二节令（立春、惊蛰、清明、立夏、芒种、小暑、立秋、白露、寒露、立冬、大雪、小寒）
- 十二中气（雨水、春分、谷雨、小满、夏至、大暑、处暑、秋分、霜降、小雪、冬至、大寒）
- 七十二候（约每5日为一候）
- 一年=四季
- 一季=三节
- 一节=二气=六候
- 一候≈五日

## 七十二候
每氣分三候，可以見到黃河流域天文、地理、人事和自然界的一般景物。     
1. 立春：立春之日东风解冻，又五日蟄蟲始振，又五日魚上冰（魚陟負冰）。
2. 雨水：雨水之日獺祭魚，又五日鴻雁來（候雁北），又五日草木萌動。
3. 惊蛰：惊蛰之日桃始華，又五日倉庚鳴，又五日鷹化為鳩。
4. 春分：春分之日玄鳥至，又五日雷乃發聲，又五日始電。
5. 清明：清明之日桐始華，又五日田鼠化為鴽，又五日虹始見。
6. 谷雨：谷雨之日萍始生，又五日鳴鳩拂其羽，又五日戴勝降于桑。
7. 立夏：立夏之日螻蟈鳴，又五日蚯蚓出，又五日王瓜生。
8. 小满：小满之日苦菜秀，又五日靡草死，又五日小暑至（麥秋生，麦秋至）。
9. 芒种：芒種之日螳螂生，又五日鵙始鳴，又五日反舌無聲。
10. 夏至：夏至之日鹿角解，又五日蜩始鳴，又五日半夏生。
11. 小暑：小暑之日温风至，又五日蟋蟀居壁，又五日鹰乃学习（鹰始击）。
12. 大暑：大暑之日腐草为萤，又五日土潤溽暑，又五日大雨時行。
13. 立秋：立秋之日涼風至，又五日白露降，又五日寒蟬鳴。
14. 处暑：處暑之日鷹乃祭鳥，又五日天地始肅，又五日禾乃登。
15. 白露：白露之日鴻雁來，又五日玄鳥歸，又五日群鳥養羞。
16. 秋分：秋分之日雷始收聲，又五日蟄蟲培坯戶，又五日水始涸。
17. 寒露：寒露之日鴻雁來賓，又五日雀入大水為蛤，又五日菊有黃華。
18. 霜降：霜降之日豺乃祭獸，又五日草木黃落，又五日蟄蟲咸俯。
19. 立冬：立冬之日水始冰，又五日地始凍，又五日雉入大水為蜃。
20. 小雪：小雪之日虹藏不見，又五日天氣上騰地氣下降，又五日閉塞而成冬。
21. 大雪：大雪之日鶡旦不鳴，又五日虎始交，又五日荔挺生（荔挺出）。
22. 冬至：冬至之日蚯蚓結，又五日麋角解，又五日水泉動。
23. 小寒：小寒之日雁北鄉，又五日鵲始巢，又五日雉始鴝（雉始雊）。
24. 大寒：大寒之日鸡始乳，又五日鷲鸟厉疾（征鸟厉疾），又五日水泽腹坚。

### 引用
1. ↑  . 中国非物质文化遗产网·中国非物质文化遗产数字博物馆. 2017-08-16. （原始内容存档于2025-08-10） （中文（简体））.
2. ↑  . 灵璧县人民政府. 2024-11-14. （原始内容存档于2025-04-14） （中文（简体））.
3. ↑  . 香港天文台(HKO). 2020-05-18. （原始内容存档于2025-06-28） （中文（繁體））.
4. ↑  . 澎湃新闻. 2016-11-30. （原始内容存档于2016-12-01）.
5. ↑  . [缺少出版者].[自述来源]
6. ↑  .   [2023-06-21]. （原始内容存档于2023-06-21）.

### 來源
書籍
- 陳正之. . 臺中: 臺灣省政府新聞處. 1997-03-01 [1997]. ISBN 957-008-656-4 （中文（臺灣））.